# Hoàng Xuân Tân
Hoàng Xuân Tân (sinh ngày 22 tháng 2 năm 2001) là một cầu thủ bóng đá chuyên nghiệp người Việt Nam hiện đang thi đấu ở vị trí tiền vệ cho câu lạc bộ Quy Nhơn Bình Định.

## Sự nghiệp câu lạc bộ
Mùa giải 2020 là mùa giải chuyên nghiệp đầu tiên của Hoàng Xuân Tân, anh chỉ được ra sân 7 lần với tổng cộng 244 phút thi đấu. Sang mùa 2021, anh được thi đấu ở cả 12 lượt trận trước khi giải đấu bị hủy do ảnh hưởng của đại dịch Covid-19.

## Thống kê sự nghiệp
Tính đến ngày 2 tháng 5 năm 2021
| Câu lạc bộ     | Mùa giải       | Giải đấu       | Giải đấu | Giải đấu | Cúp quốc gia | Cúp quốc gia | Cúp châu lục | Cúp châu lục | Khác | Khác | Tổng cộng | Tổng cộng |
| Câu lạc bộ     | Mùa giải       | Hạng           | Trận     | Bàn      | Trận         | Bàn          | Trận         | Bàn          | Trận | Bàn  | Trận      | Bàn       |
| -------------- | -------------- | -------------- | -------- | -------- | ------------ | ------------ | ------------ | ------------ | ---- | ---- | --------- | --------- |
| Nam Định       | 2020           | V.League 1     | 7        | 0        | 0            | 0            | 0            | 0            | 0    | 0    | 7         | 0         |
| Nam Định       | 2021           | V.League 1     | 12       | 1        | 0            | 0            | 0            | 0            | 0    | 0    | 12        | 1         |
| Nam Định       | 2022           | V.League 1     | 0        | 0        | 0            | 0            | 0            | 0            | 0    | 0    | 0         | 0         |
| Tổng sự nghiệp | Tổng sự nghiệp | Tổng sự nghiệp | 19       | 1        | 0            | 0            | 0            | 0            | 0    | 0    | 19        | 1         |